# QLZ-04
El Tipo 04 (designación militar QLZ-04) es un lanzagranadas automático chino de 35 mm alimentado mediante cinta, desarrollado como una alternativa al antiguo QLZ-87. Puede ser montado en un vehículo o ser servido por una tripulación.

### Internacional
- Lanzagranadas automático Mk 19
- Daewoo K4
- Howa Tipo 96
- Mk 47 Striker
- AGS-17
- AGS-30
- AGS-40
- Vektor Y3 AGL
- SB LAG 40
- HK GMG, arma similar
- XM174, arma similar